# Patrick Rasch
Patrick Rasch (* 29. Oktober 1968 in Uitgeest) ist ein ehemaliger niederländischer Radrennfahrer und nationaler Meister im Radsport.

## Sportliche Laufbahn
Rasch war im Straßenradsport und im Bahnradsport aktiv. 1987 und 1993 siegte er in der Nordholland-Rundfahrt. 1987 gewann er die Trofee van Vlaanderen, 1988 die Wim Hendriks Trofee, 1990 das Etappenrennen OZ Wielerweekend mit einem Etappensieg sowie das Rennen Grand Prix de Fayt-Le-Franc (Amateurrennen), Rund um Düren und Gent–Wervik, 1992 den Omloop Houtse Linies.
Etappensiege holte er 1989 in der Olympia’s Tour und 1992 im Circuit Franco-Belge. Im Omloop der Kempen wurde er 1988 und 1989 Zweiter. 1990 bestritt er mit der Nationalmannschaft die Internationale Friedensfahrt. Er beendete die Rundfahrt nicht.
Auf der Bahn gewann er 1989 die nationale Meisterschaft in der Einerverfolgung der Amateure.